# 王守信 (1905年)
王守信（1905年6月9日—1988年4月11日），江蘇嘉定人，基督教浸信會傳道人，在臺灣屏東縣里港鄉成立信望愛育幼院。

## 生平紀事
王守信為嘉定人，自幼篤信基督，自二十八歲喪夫後即投入仁愛工作，為浸信會傳道士。她在上海創辦基督教互助家庭，以幫助貧困家庭。
1951年，王守信連同兒子、兒媳婦自上海輾轉抵香港來臺灣。來台之初，她先在六龜、美濃佈道，1954年在美濃定居。
在收容了一名喪母的女嬰劉秀招後，自此開啟王守信收容棄嬰、孤兒的人生。不久，她拯救一名被賣入菸花巷的女童，直到1964年，由於收養孤兒日多，並為配合自足生產，就遷居到屏東里港信國新村，得一名包工出錢出力，建造平房一棟三間，初名為「信望愛兒童之家」，後改為「信望愛育幼院」。
為了維持院童費用，王守信開始養豬，用荒地開墾種菜與養魚，充作院中大小的副食，1975年，申請四十萬元貸款，購買肉牛二十隻。1980年10月12日下午，蔣經國總統在國家安全會議秘書長沈昌煥、國民黨秘書長蔣彥士及屏東縣長柯文福陪同下，訪問信望愛孤兒院。
1985年6月9日王守信生日時，院所已有嬰幼兒二十三人、國小五十六人、國中十九人、高中十八人、大專院校三人，乳牛六頭、羊五十多頭、豬二百多頭、三座魚池。只要院童想要唸書，院長定供應學費及生活所需，因此院童長大獲得國內外學士、碩士學位的人數頗多。她不否認辦育幼院經過很多困難，在沒有基金的情形下苦撐，力謀自給自足，但里港、美濃等地的居民會來幫助。如枋寮鄉水底寮建興寺誦經團副團長林石虎，多年協助建興寺募款贈此育幼院；張淑民創立的屏東啟智教養院有時會收到太多的食品，因此轉送到此。
1987年3月31日，吳尊賢文教公益基金會公布王守信、姚卓英、廖秀年、魏海蓮、羅美枝、陳其祥、林伯燦、林柯秀英為第三屆吳尊賢愛心獎得獎人。次月10日，由時任副總統的李登輝頒獎。
1988年2月11日，王守信因肺癌住進長庚醫院高雄分院，自此病情惡化，至4月11日長眠。第一位收容的劉秀招特地從台北下來看望，當時她已三十三歲，結婚生子。

## 外部連結
- 信望愛育幼院的Facebook專頁